# Melanchroia quadripuncta
Melanchroia quadripuncta là một loài bướm đêm trong họ Geometridae.